# Peugeot 208 Racing
Chronologie des modèles
La Peugeot 208 Racing est une voiture de course commercialisée par Peugeot Sport, depuis 2024, et basée sur la Peugeot 208 II.
Elle est présentée le 17 octobre 2024, en même temps que le nouveau Trophée FR6 de la Fédération française du sport automobile, dans lequel elle doit courir lors de la saison 2025.

## Historique

### Contexte
Le 17 octobre 2024, lors de la finale de la coupe de France des rallyes, la Fédération française du sport automobile annonce la création d'un nouveau trophée dédié aux pilotes de rallye amateurs, le Trophée FR6, pour la saison 2025. Le groupe Stellantis souhaite alors développer un modèle correspondant à cette nouvelle réglementation, par le biais de Peugeot Sport.

### Conception et développement
La conception de la future 208 Racing s'appuie sur les compétences acquises lors du développement de la Peugeot 208 Rally4, de la Citroën C3 Rally2, et de la Peugeot 208 Racing Cup. Le développement du modèle est marqué par l'implication de plusieurs pilotes de rallye, tels que Yoann Bonato, Léo Rossel, et Alexandre Bengué. La 208 Racing reprend des éléments de design de la Peugeot 205 Rallye et la 106 Rallye, notamment avec ses jantes blanches.

### Présentation, lancement et améliorations
Lors du Rallye Cœur de France 2024, se déroulant du 27 au 29 septembre 2024, Peugeot engage une Peugeot 208 II en tant que voiture ouvreuse. Pilotée et copilotée par Jordan Berfa et Bastien Dumas, cette voiture non nommée arbore une livrée entièrement noire avec l'inscription « 208 R...? » sur les portes arrière. Peugeot garde le silence autour de cette initiative, se contentant d'évoquer un test grandeur nature pour un véhicule encore en phase de développement. Cette démarche alimente les spéculations autour de la création d'une future catégorie Rally6, plus accessible.
Peugeot Sport présente le modèle le 17 octobre 2024, en même temps que la présentation du Trophée FR6 par la FFSA, confirmant les rumeurs. Le prix de vente hors taxe lors de la sortie de la 208 Racing est de 38 900 €. Les premières livraisons sont prévues pour février 2025.

## Caractéristiques

### Chaîne cinématique

#### Motorisation
La Peugeot 208 Racing est propulsée par le moteur EB2 THP, doté de 3 cylindres en ligne, d'une cylindrée de 1 199 cm3 (1,2 L), développant 145 ch à 4 500 tr/min, avec un couple de 240 N m à 1 750 tr/min. Le bloc marche au carburant E85, et est alimenté par un calculateur Magneti Marelli. Le calculateur et les faisceaux électriques sont spécifiques à la 208 Racing, et conçus pour la compétition.
L'architecture électronique de la voiture est conçue pour optimiser la collecte et l'analyse des données de conduite sur les spéciales de rallye, offrant ainsi la possibilité aux équipes de course de suivre et améliorer les performances.
| Modèle et boîte                    | Production | Moteur                   | Cylindrée         | Puissance                      | Couple                 |
| ---------------------------------- | ---------- | ------------------------ | ----------------- | ------------------------------ | ---------------------- |
| Peugeot 208 Racing (boîte méca. 6) | 2024       | 3 cylindres en ligne EB2 | 1 199 cm3 (1,2 L) | 107 kW (145 ch) à 4 500 tr/min | 240 N m à 1 750 tr/min |

#### Boîte de vitesses
La 208 Racing est équipée d'une boîte de vitesses manuelle à six rapports, avec un embrayage mono-disque.

### Mécanique

#### Freinage

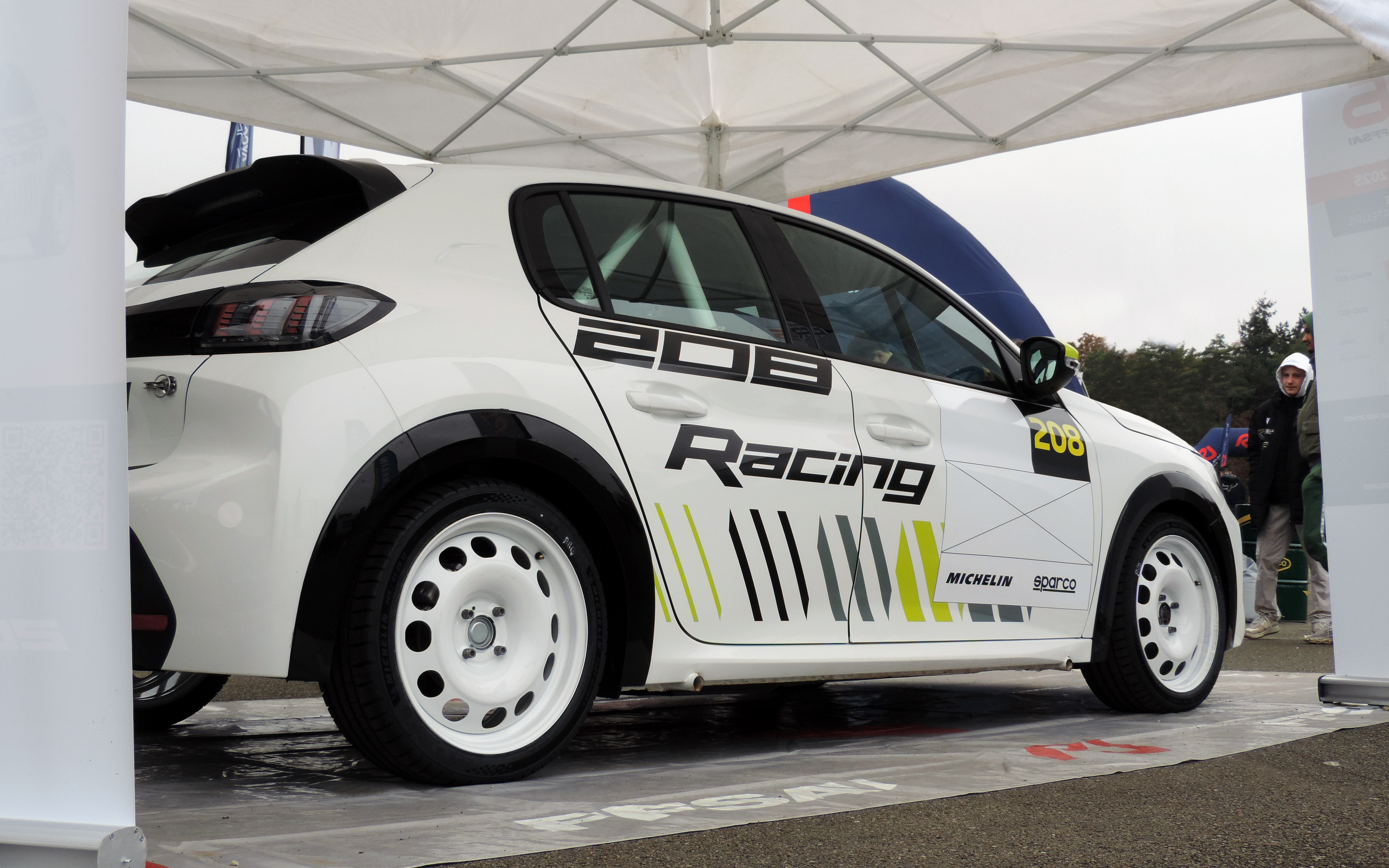
Une Peugeot 208 Racing, vue de son côté droit.

Sur la Peugeot 208 Racing, le freinage est assuré par des disques ventilés de 302 mm de diamètre à l'avant, et de disques pleins de 249 mm de diamètre à l'arrière.

#### Suspensions
Les suspensions, réglables, sont de type McPherson à l'avant, et à traverse déformable à l'arrière.

#### Pneumatiques et jantes
Les jantes de 17 pouces sont en tôle, tandis que la liaison au sol est effectuée par des pneumatiques d'une largeur de 205 mm, d'une hauteur de flanc de 45 % de la largeur, et d'un diamètre de 17 pouces (205/45 R17), avec les modèles Michelin Pilot Sport 5.

### Châssis et carrosserie
Le châssis est celui d'une Peugeot 208 II, issue de la plate-forme modulaire PSA CMP. La coque nue est renforcée par un arceau multipoints soudés, conforme à la réglementation Rally4.

### Intérieur

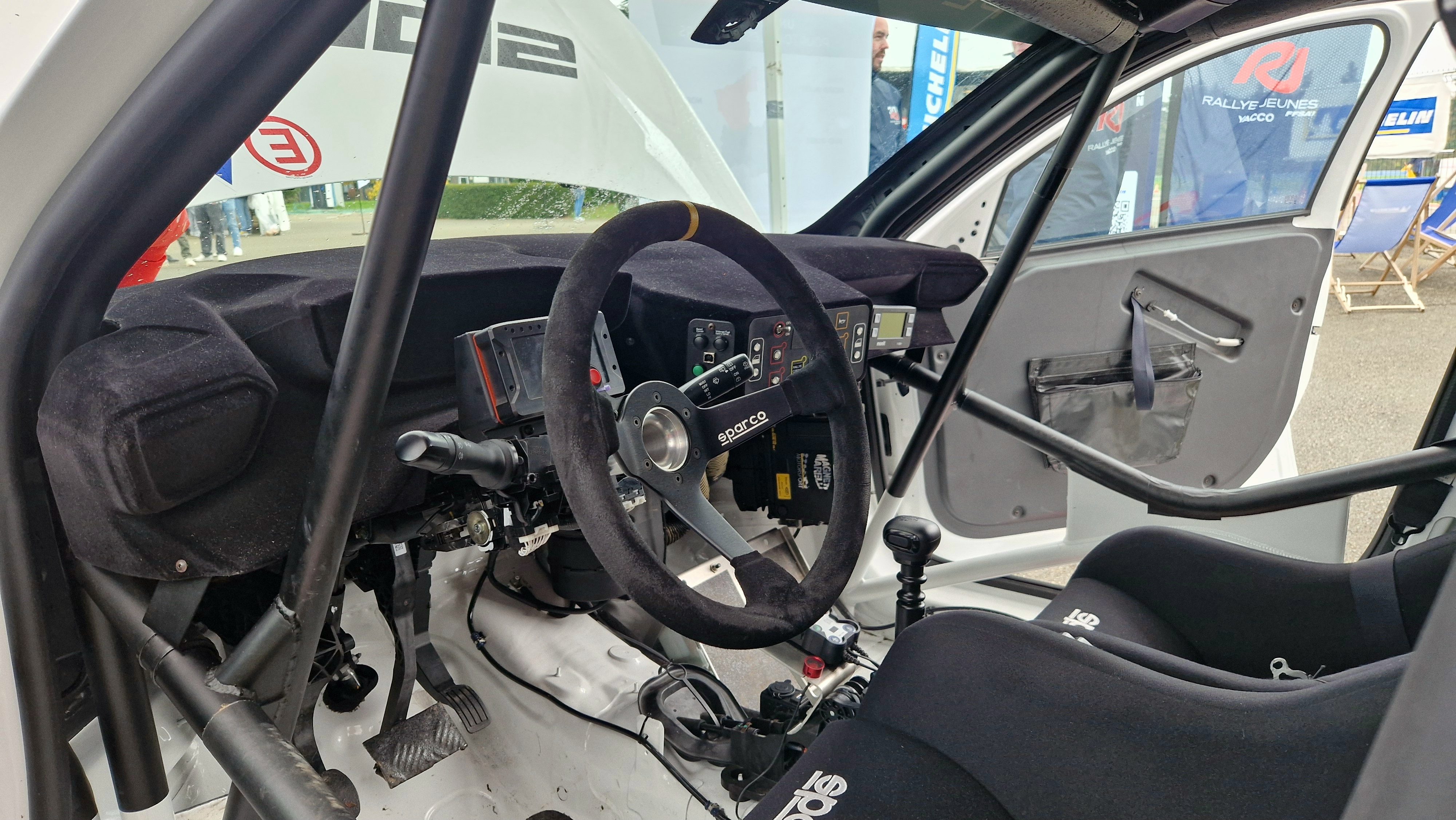
L'intérieur de la Peugeot 208 Racing.

L'habitacle dépouillé de la Peugeot 208 Racing intègre une planche de bord en suède optimisée pour éliminer les reflets, un pit limiter et une instrumentation personnalisée offrant plusieurs modes d'affichage, un coupe-circuit de sécurité, ainsi qu'une console centrale équipée de commandes spécifiques adaptées aux besoins de la compétition. Un système d'extinction automatique d'incendie est installé à l'intérieur. Le volant modèle R368 et les sièges sont de la marque Sparco, tandis que pour des raisons d'économie, certaines commandes, les pédales et le levier de vitesse sont d'origine.